# Campeonato Mundial de Triatlón de 2026
El XXXVIII Campeonato Mundial de Triatlón es una serie de siete competiciones donde la Gran Final se celebrará en Pontevedra (España) en el año de 2026. Es realizado bajo la organización de la World Triathlon.